# Велі-Каррі Суомінен
Велі-Каррі Суомінен (фін. Veli-Karri Suominen; нар. 12 лютого 1991, Гельсінкі) — фінський борець греко-римського стилю, бронзовий призер чемпіонатів світу серед військовослужбовців, Північний чемпіон.

## Життєпис
Боротьбою почав займатися з 2000 року. У 2010 році став бронзовим призером чемпіонату світу серед юніорів. У 2012 виграв Північний чемпіонат. На чемпіонаті світу 2013 року серед дорослих увійшов до п'ятірки найкращих, поступившись у сутичці за бронзову нагороду представнику Туреччини Емраху Кушу. Того ж року став бронзовим призером чемпіонату світу серед військовослужбовців.
Виступав за спортивний клуб «Viipurin Voimailijat» Гельсінкі.

Тренер у Гельсінкі Юкка Лойкас, у Санкт-Петербурзі Григорій Давидян.
У 2011—2016 роках навчався спортивно-оздоровчій спеціалізації з боротьби в Санкт-Петербурзі (Національний державний університет фізичної культури, спорту і здоров'я імені П. Ф. Лесгафта).
З вересня 2017 працював тренером в регіоні Уусімаа. У січні 2022 був обраний юнацьким олімпійським тренером з греко-римської боротьби Академії спорту столичного регіону. 
Серед вихованців — бронзовий призер чемпіонату Європи серед юніорів, чемпіон та срібний призер чемпіонатів Європи серед молоді, учасник Олімпійських ігор Йонні Сарккінен.

## Спортивні результати на міжнародних змаганнях

### Виступи на Чемпіонатах світу
| Змагання                        | Збірна    | Вагова категорія                 | Місце |
| ------------------------------- | --------- | -------------------------------- | ----- |
| Чемпіонат світу з боротьби 2013 | Фінляндія | греко-римська боротьба, до 74 кг | 5     |
| Чемпіонат світу з боротьби 2014 | Фінляндія | греко-римська боротьба, до 75 кг | 15    |

### Виступи на Чемпіонатах Європи
| Змагання                         | Збірна    | Вагова категорія                 | Місце |
| -------------------------------- | --------- | -------------------------------- | ----- |
| Чемпіонат Європи з боротьби 2012 | Фінляндія | греко-римська боротьба, до 74 кг | 24    |

### Виступи на Чемпіонатах світу серед військовослужбовців
| Змагання                                                  | Збірна    | Вагова категорія                 | Місце  |
| --------------------------------------------------------- | --------- | -------------------------------- | ------ |
| Чемпіонат світу з боротьби серед військовослужбовців 2013 | Фінляндія | греко-римська боротьба, до 74 кг | Бронза |
| Чемпіонат світу з боротьби серед військовослужбовців 2016 | Фінляндія | греко-римська боротьба, до 75 кг | 12     |

### Виступи на Північних чемпіонатах
| Змагання                            | Збірна    | Вагова категорія                 | Місце  |
| ----------------------------------- | --------- | -------------------------------- | ------ |
| Північний чемпіонат з боротьби 2012 | Фінляндія | греко-римська боротьба, до 74 кг | Золото |

### Виступи на Чемпіонатах світу серед студентів
| Змагання                                        | Збірна    | Вагова категорія                 | Місце |
| ----------------------------------------------- | --------- | -------------------------------- | ----- |
| Чемпіонат світу з боротьби серед студентів 2012 | Фінляндія | греко-римська боротьба, до 74 кг | 12    |

### Виступи на Універсіадах
| Змагання               | Збірна    | Вагова категорія                 | Місце |
| ---------------------- | --------- | -------------------------------- | ----- |
| Літня Універсіада 2013 | Фінляндія | греко-римська боротьба, до 74 кг | 11    |

### Виступи на інших змаганнях
| Змагання                                                      | Збірна    | Вагова категорія                 | Місце  |
| ------------------------------------------------------------- | --------- | -------------------------------- | ------ |
| Кубок Арво Хаавісто 2010                                      | Фінляндія | греко-римська боротьба, до 74 кг | 5      |
| Турнір Германа Каре 2011                                      | Фінляндія | греко-римська боротьба, до 74 кг | 7      |
| Кубок Вантаа з боротьби 2011                                  | Фінляндія | греко-римська боротьба, до 74 кг | Срібло |
| Кубок Арво Хаавісто 2011                                      | Фінляндія | греко-римська боротьба, до 84 кг | 5      |
| Кубок Хапаранди з боротьби 2011                               | Фінляндія | греко-римська боротьба, до 74 кг | 6      |
| Турнір Германа Каре 2012                                      | Фінляндія | греко-римська боротьба, до 74 кг | Бронза |
| Олімпійський кваліфікаційний турнір з боротьби 2012 (Софія)   | Фінляндія | греко-римська боротьба, до 74 кг | 21     |
| Кубок Арво Хаавісто 2012                                      | Фінляндія | греко-римська боротьба, до 74 кг | Бронза |
| Гран-прі Німеччини з боротьби 2013                            | Фінляндія | греко-римська боротьба, до 74 кг | 5      |
| Кубок Вантаа з боротьби 2013                                  | Фінляндія | греко-римська боротьба, до 74 кг | Бронза |
| Кубок Арво Хаавісто 2013                                      | Фінляндія | греко-римська боротьба, до 84 кг | Бронза |
| Олімпійський кваліфікаційний турнір з боротьби 2016 (Стамбул) | Фінляндія | греко-римська боротьба, до 75 кг | 14     |
| Кубок Владислава Пітласинські 2016                            | Фінляндія | греко-римська боротьба, до 80 кг | 10     |
| Кубок Вантаа з боротьби 2016                                  | Фінляндія | греко-римська боротьба, до 80 кг | Срібло |
| Кубок Арво Хаавісто 2016                                      | Фінляндія | греко-римська боротьба, до 80 кг | Золото |
| Турнір Германа Каре 2017                                      | Фінляндія | греко-римська боротьба, до 80 кг | Срібло |

### Виступи на змаганнях молодших вікових груп
| Змагання                                          | Збірна    | Вагова категорія                 | Місце  |
| ------------------------------------------------- | --------- | -------------------------------- | ------ |
| Північний чемпіонат з боротьби серед кадетів 2005 | Фінляндія | греко-римська боротьба, до 54 кг | Бронза |
| Північний чемпіонат з боротьби серед кадетів 2007 | Фінляндія | греко-римська боротьба, до 69 кг | Золото |
| Балтійські молодіжні ігри 2007                    | Фінляндія | греко-римська боротьба, до 76 кг | Бронза |
| Чемпіонат Європи з боротьби серед кадетів 2008    | Фінляндія | греко-римська боротьба, до 69 кг | 11     |
| Чемпіонат світу з боротьби серед юніорів 2009     | Фінляндія | греко-римська боротьба, до 74 кг | 5      |
| Чемпіонат Європи з боротьби серед юніорів 2010    | Фінляндія | греко-римська боротьба, до 74 кг | 25     |
| Чемпіонат світу з боротьби серед юніорів 2010     | Фінляндія | греко-римська боротьба, до 74 кг | Бронза |
| Північний чемпіонат з боротьби серед юніорів 2011 | Фінляндія | греко-римська боротьба, до 84 кг | Бронза |
| Чемпіонат Європи з боротьби серед юніорів 2011    | Фінляндія | греко-римська боротьба, до 74 кг | 5      |
| Чемпіонат світу з боротьби серед юніорів 2011     | Фінляндія | греко-римська боротьба, до 74 кг | 10     |